# Персуазија
Персуазија је убеђивање или моћ убеђивања. Може се користити у манипулативне сврхе, али и у сврхе образовања. Појам се може односити и на убеђивање применом силе или уцене, када је особа приморана на неки поступак.